# Alban Delija
Alban Delija, né le 18 mars 1987,, est un coureur cycliste kosovar. Il est notamment devenu champion du Kosovo à plusieurs reprises.

## Biographie
En 2005, Alban Delija remporte une étape du Tour d'Albanie. Onze années plus tard, il devient champion du Kosovo en ligne et en contre-la-montre. Il réalise également ce doublé chez les élites en 2021 et 2022.
En aout 2022, il représente son pays lors des championnats d'Europe à Munich,.

## Palmarès et résultats

### Palmarès par année
- 2005
  - 6e étape du Tour d'Albanie
- 2016
  -  Champion du Kosovo sur route
  -  Champion du Kosovo du contre-la-montre
- 2021
  -  Champion du Kosovo sur route
  -  Champion du Kosovo du contre-la-montre
- 2022
  -  Champion du Kosovo sur route
  -  Champion du Kosovo du contre-la-montre
- 2023
  - 3e du championnat du Kosovo du contre-la-montre

### Classements mondiaux
| Année                                 | 2016  | 2017 | 2018 | 2019 | 2020 | 2021 | 2022 | 2023  | 2024  |
| ------------------------------------- | ----- | ---- | ---- | ---- | ---- | ---- | ---- | ----- | ----- |
| Classement mondial                    | 1082e | nc   | nc   | nc   | nc   | 687e | 737e | 2269e | 2614e |
| UCI Europe Tour                       | 733e  | nc   | nc   | nc   | nc   | 545e | 562e | nc    | nc    |
|                                       |       |      |      |      |      |      |      |       |       |
| Légende : nc = non classéSource : UCI |       |      |      |      |      |      |      |       |       |